# Route nationale 103
La route nationale 103 (RN 103 o N 103) è stata una strada nazionale francese che partiva da Puy-en-Velay e terminava a La Voulte-sur-Rhône. Lunga 157 km, oggi è completamente declassata.

## Percorso e storia
Partiva dall’incrocio con la N88 a Puy e si dirigeva a nord, poi ad est, sempre costeggiando la Loira fino a Retournac. Da lì virava a sud-est ed intersecava ancora la N88 ad Yssingeaux, quindi proseguiva per Tence, da dove seguiva la valle del Lignon du Velay fino a Le Chambon-sur-Lignon.
Ora è conosciuta come D103 fino al confine con il dipartimento dell’Ardèche, nel quale è denominata D120. Dopo Saint-Agrève ridiscendeva la valle dell’Eyrieux e finiva a La Voulte-sur-Rhône, dove si immetteva nella N86.
Dopo che la N103 originaria fu declassata nel 1972, una nuova N103 collegava la N3 (Conflans-en-Jarnisy) alla N43 (Briey): prima del 1972 si trattava della N52bis, mentre nel 2006 fu a sua volta declassata a D613.